# Contea di Wanzai
La contea di Wanzai (万载县S, Wànzài XiànP) è una contea della Cina, situata nella provincia di Jiangxi e amministrata dalla prefettura di Yichun.